# Evangelische Kirche Eltmannshausen

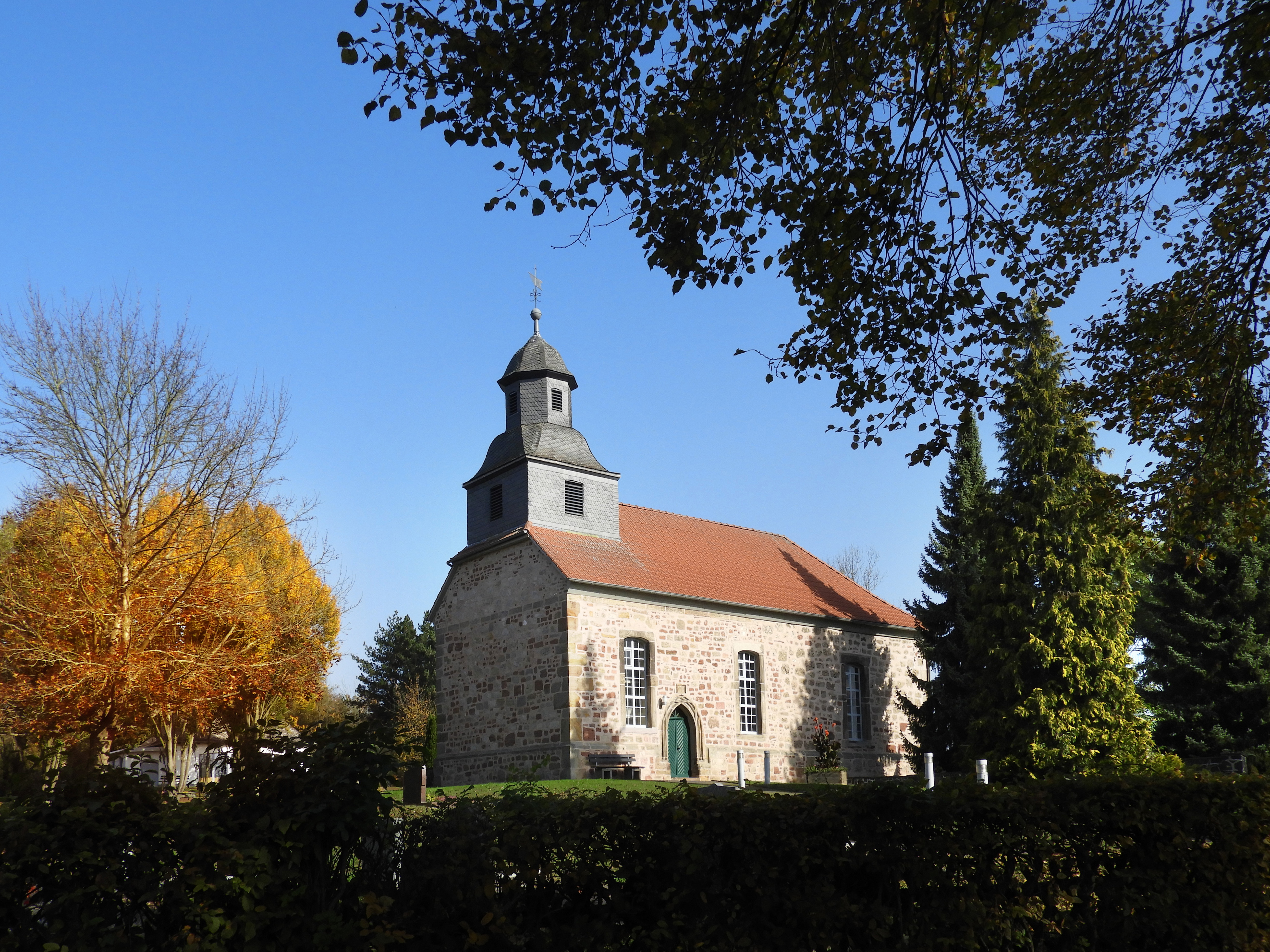
Ansicht von Süden

Die Evangelische Kirche Eltmannshausen ist ein denkmalgeschütztes Gebäude auf einem Bergrücken in Eltmannshausen im nordhessischen Werra-Meißner-Kreis. Die Kirchengemeinde Eltmannshausen bildet mit den Gemeinden Albungen, Niddawitzhausen und Weidenhausen das Kirchspiel Niddawitzhausen. In Niddawitzhausen befindet sich auch der Sitz des Pfarramts. Die vier Kirchengemeinden des Kirchspiels gehören mit den Gemeinden der Kirchspiele Niederhone/Oberhone, Oetmannshausen und Reichensachsen zum Kooperationsraum „An der Wehre“ innerhalb des Kirchenkreises Werra-Meißner im Sprengel Kassel der Evangelischen Kirche von Kurhessen-Waldeck.
Wegen ihrer geschichtlichen Bedeutung ist die Kirche ein geschütztes Kulturdenkmal und wurde nach § 2 Absatz 1 des Hessischen Denkmalschutzgesetzes unter der Nummer 39918 in das Denkmalverzeichnis des Landes Hessen eingetragen.

## Lage
Die spätgotische Kirche aus Bruchsteinen erhebt sich in Eltmannshausen auf dem Kirchberg, oberhalb des Dorfes. Der Ort am Westrand des Eschweger Beckens, der im Rahmen der hessischen Gebietsreform im Jahr 1972 als Stadtteil nach Eschwege eingegliedert wurde, liegt seit altersher an einer Hauptverbindung zwischen Nord und Süd, der heutigen Bundesstraße 27 und der parallel zu ihr verlaufenden Bahnstrecke, die in den 1870er Jahren in Betrieb genommen wurde. Beide Verkehrsadern haben das örtliche Leben mitbestimmt und geprägt.

## Geschichte
Eltmannshausen wurde erstmals in einer Urkunde aus dem Jahr 1073 als „Eltwineshusun“, gemeinsam mit dem unmittelbar benachbarten Niddawitzhausen, erwähnt. Archäologische Funde aus der Epoche der Bandkeramik lassen vermuten, dass erste menschliche Behausungen hier schon in vorgeschichtlichen Zeiten entstanden. Die Gründung der heutigen Dörfer erfolgte wahrscheinlich im Zuge der Besiedelung durch die Franken im 8. Jahrhundert. Ob in der fränkischen Zeit bereits eine Kapelle auf dem Berg errichtet wurde, ist unbekannt. Wie viele andere Ortschaften im Werraland wurde Eltmannshausen im Dreißigjährigen Krieg fast völlig zerstört und niedergebrannt. In dem Kriegsgeschehen sind Urkunden, Chroniken und die Kirchenbücher verloren gegangen.
Das heutige Gotteshaus auf dem Kirchberg stammt aus den ersten Jahrzehnten des 16. Jahrhunderts. Es trägt über dem verzierten Türbogen an der Südseite die Datierung 1519. Das Portal mit Spitzbogen und Stabwerk hat der gleiche Meister geschaffen, der auch das Portal der Kirche zu Weidenhausen anfertigte. Im Jahr 1697 wurde das Kirchenschiff durch Abbruch des Chores vergrößert  und 1781 zu einer Saalkirche umgebaut. Das im Osten abgewalmte Satteldach ist im Jahr 1890 neu eingedeckt und der auf der westlichen Giebelseite aufsitzende, stufenförmig gegliederte Dachreiter 1859 neu verschiefert worden.

## Das Kircheninnere
In dem schlichten Innenraum wurde in den 1970er Jahren die ehemals drei Seiten umlaufende Empore in eine L-förmige geändert. An der nördlichen Außenwand ist der frühere Zugang zur Empore, der zu einem Fenster umgestaltet wurde, noch sichtbar. Die dreiflügelige Orgel auf der Empore an der Westseite baute in barocker Form 1890 Heinrich Möller aus Rotenburg. Das Buntglasfenster hinter dem Altar ist in den 1990er Jahren von der Werkstatt des Marburger Glasmalers E. Jakobus Klonk entworfen und eingesetzt worden. In dem bleiverglasten Segmentbogenfenster gestaltete Klonk eine farbenfrohe Darstellung zum Thema „Schuld und Vergebung“.

## Kirchberg

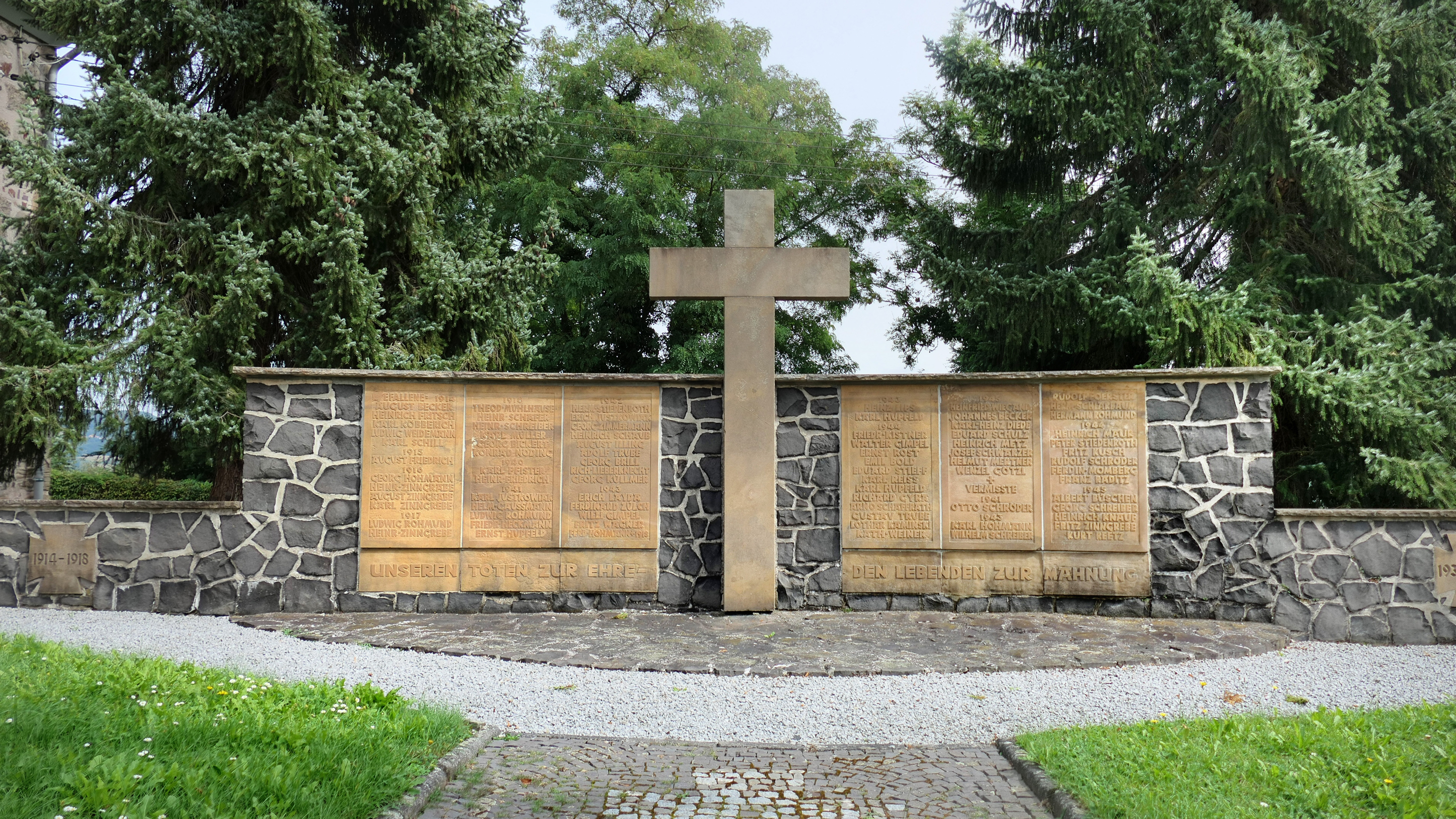
Gedenkplatz vor der Kirche für die Opfer der beiden Weltkriege

Die Kirche wird von dem Friedhof umgeben, an dessen östlicher Seite ein Gedenkplatz errichtet wurde, der an die Toten und Vermissten des Ersten und Zweiten Weltkrieges aus dem Ort erinnern soll. Vor Kirche und Friedhof befindet sich auf dem Kirchberg auch der Festplatz Eltmannshausens, mit einigen alten Bäumen, die schon in der Mitte der 1930er Jahre als Naturdenkmale ausgewiesen wurden.
Einer Sage zufolge sollen ehemals in den felsigen Klüften des Kirchbergs Wichtel ihre Wohnungen eingerichtet haben. Sie erschienen zuweilen im Ort und zeigten sich als gutmütige, aber auch als neckende Wesen. Als eines Tages die Dorfbewohner nicht mehr länger den steilen Weg hoch zur Kirche gehen wollten, um die Gräber auf dem Kirchhof zu besuchen oder am Gottesdienst teilzunehmen, beschlossen sie die Kirche dort oben abzubrechen und unten wieder aufzubauen. Irgendwann war der Umzug vollendet, und die Kirche stand, so wie einst oben, in der Mitte des Dorfes. Aber am nächsten Morgen war sie verschwunden und erhob sich wieder auf ihrem angestammten Platz. Die beleidigten Wichtel, die nicht gefragt wurden, hatten die Kirche über Nacht abgebrochen und zurück auf den Berg gebracht. Das aber wollten sich die Menschen in Eltmannshausen nicht gefallen lassen. Die Kirche wurde nochmals abgerissen, in die Dorfmitte gestellt und geweiht. Und wieder stand sie am Tag nach Kirchweih auf dem Berggipfel, als hätte es die Zeit des Umzugs nie gegeben. Doch noch gaben die Menschen nicht auf. Der Kampf zwischen ihnen und den Wichteln ging jahrelang weiter, bis die Wichtel schließlich Sieger blieben und die Kirche auf dem Berg.